# Forrest Gump (roman)
Forrest Gump är en roman från 1986 av Winston Groom. Den första svenska utgåvan utgavs 1994 av Forum bokförlag, i översättning av Hans Berggren.

## Handling
Handlingen i boken utspelar sig under tre årtionden, från 1950-tal till 70-tal, och handlar om Forrest Gump, en man med begränsad intelligens som lyckas med det mesta här i livet - allt från att bli fotbollsstjärna och krigshjälte under Vietnamkriget till att bli en framgångsrik affärsman. Men det han bryr sig mest om är att hans stora kärlek, Jenny, ska ha det bra.

## Om romanen
Författaren Winston Groom beskriver Gump som en man som besitter stor visdom, men anses vara en "idiot" på grund av sin låga IQ. Enligt Groom kan Gump "tänka ut saker ganska bra, men när han försöker säga eller skriva dem, så kommer det ut som Jello". (Jello är en populär, geléaktig dessert i USA.) Gump är även fysiskt stark och har en tendens att alltid dras in i spännande äventyr av olika slag. 
Forrest Gump fick sitt namn efter Nathan Bedford Forrest, en generallöjtnant under det Amerikanska inbördeskriget.